# 西28丁目駅
西28丁目駅（にしにじゅうはっちょうめえき）は、北海道札幌市中央区北4条西28丁目にある札幌市営地下鉄東西線の駅。駅番号はT05。

## 歴史
- 1976年（昭和51年）6月10日：琴似駅 - 白石駅間開業に伴い、設置
- 2009年（平成21年）1月30日：可動式ホーム柵が稼働開始[1]

## 駅構造
相対式ホーム2面2線の地下駅である。北側には東豊線の車両が使用する西車両基地への出入庫線2線があり、ラッシュ時の前後には、当駅と西11丁目駅の間で東豊線の回送列車を目にすることができる。
ホームに改札口が直結するタイプの駅のため、コンコースはない。1番ホーム北側に東改札口（1番出入口）、2番ホームの北側に西改札口（2番出入口）、同南側に南改札口（3番出入口）があり、エレベーターは1番出入口および3番出入口に設けられている。線路の下をくぐるホーム間連絡通路は当駅では北側と南側の2ヶ所に設けられている。
コインロッカー・AED・及び多目的対応を含むトイレはいずれも東改札口（1番出入口）の外側のみに設置されている。

### のりば
| ホーム | 路線   | 行先                 |
| ------ | ------ | -------------------- |
| 1      | 東西線 | 大通・新さっぽろ方面 |
| 2      | 東西線 | 琴似・宮の沢方面     |

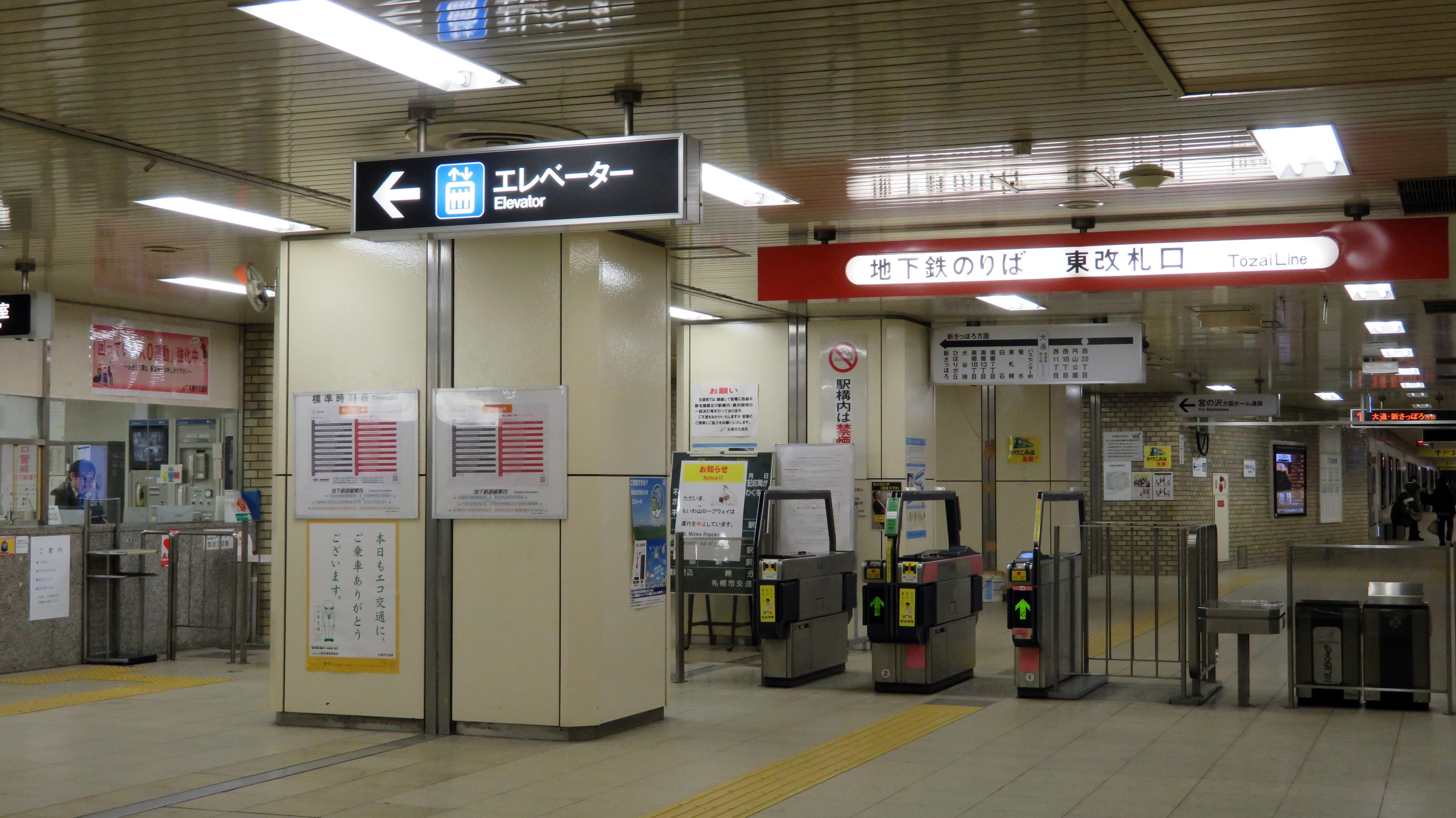
改札口
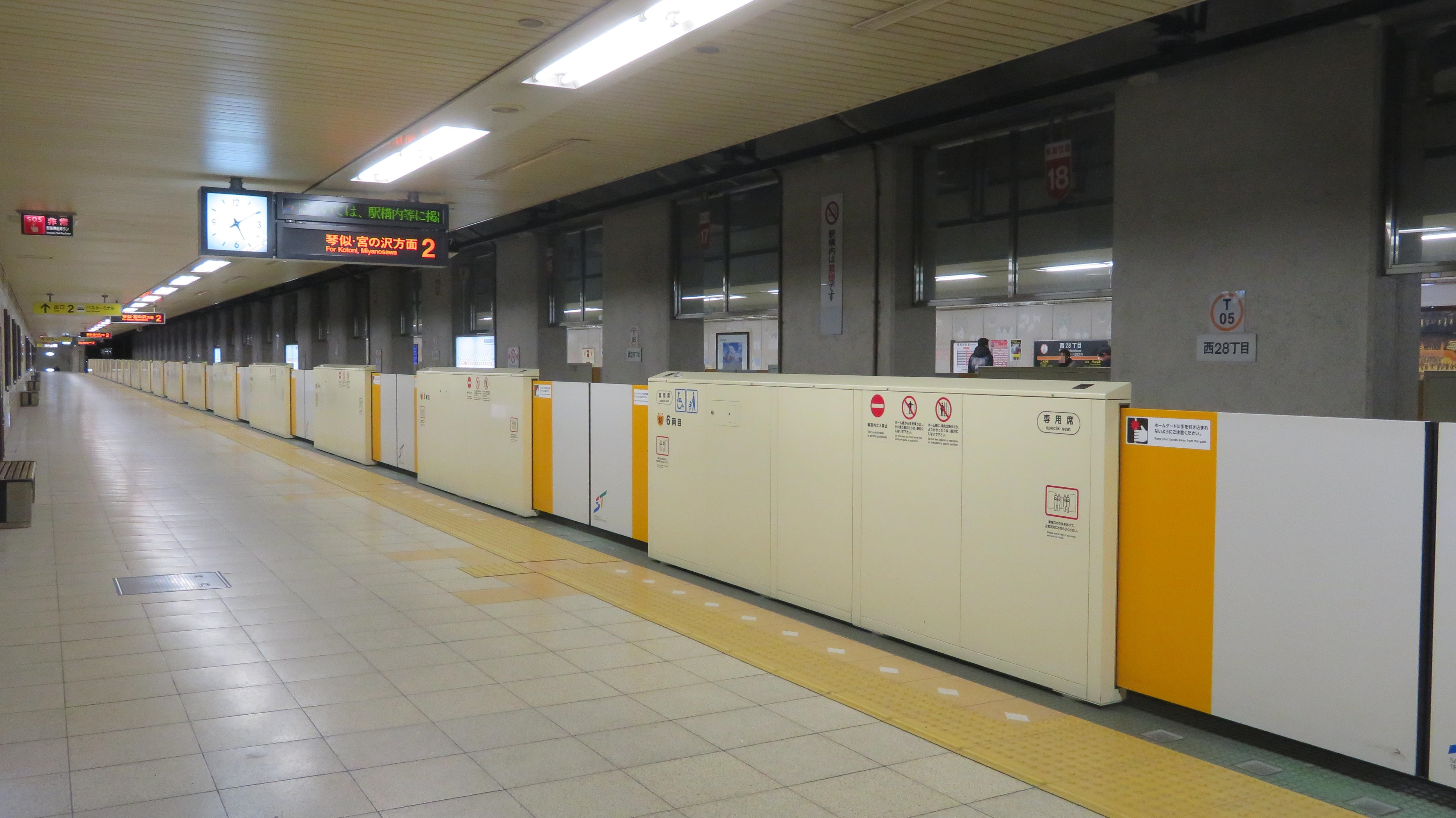
ホーム
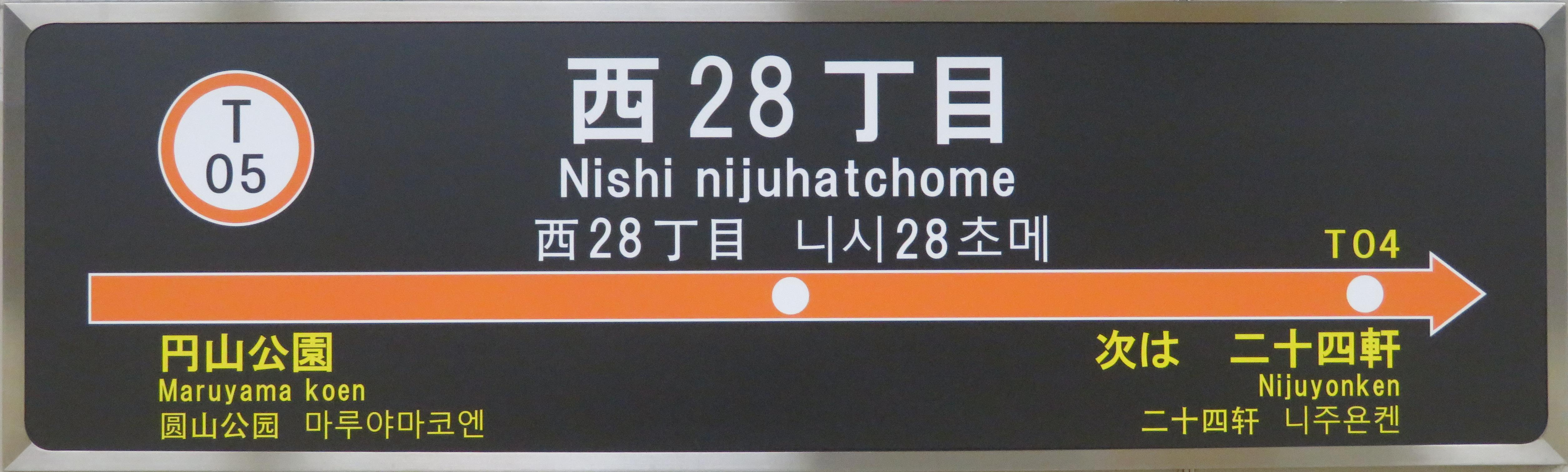
駅名標

## 利用状況
札幌市交通局によると、2020年度の一日平均乗車人員は7,865人であった。
近年の1日平均乗車人員の推移は以下のとおりである。
| 年度   | 1日平均 乗車人員 | 出典  |
| ------ | ---------------- | ----- |
| 2003年 | 8,974            | [ 3 ] |
| 2004年 | 9,005            | [ 3 ] |
| 2005年 | 9,000            | [ 3 ] |
| 2006年 | 8,995            | [ 3 ] |
| 2007年 | 8,939            | [ 3 ] |
| 2008年 | 8,849            | [ 3 ] |
| 2009年 | 8,606            | [ 3 ] |
| 2010年 | 8,717            | [ 3 ] |
| 2011年 | 8,816            | [ 4 ] |
| 2012年 | 9,155            | [ 4 ] |
| 2013年 | 9,415            | [ 4 ] |
| 2014年 | 9,670            | [ 4 ] |
| 2015年 | 9,776            | [ 4 ] |
| 2016年 | 10,148           | [ 5 ] |
| 2017年 | 10,241           | [ 5 ] |
| 2018年 | 10,447           | [ 6 ] |
| 2019年 | 10,361           | [ 6 ] |
| 2020年 | 7,865            | [ 7 ] |

## 駅周辺
- 札幌方面西警察署円山交番
- 札幌北三条西郵便局
- 北洋銀行宮の森支店
- 東光ストア 宮の森店
- サッポロドラッグストアー北円山店
- 札幌市立向陵中学校
- 北海道札幌西高等学校
- 環状通
- 北5条手稲通
- 北大学力増進会札幌西本部

## バス路線

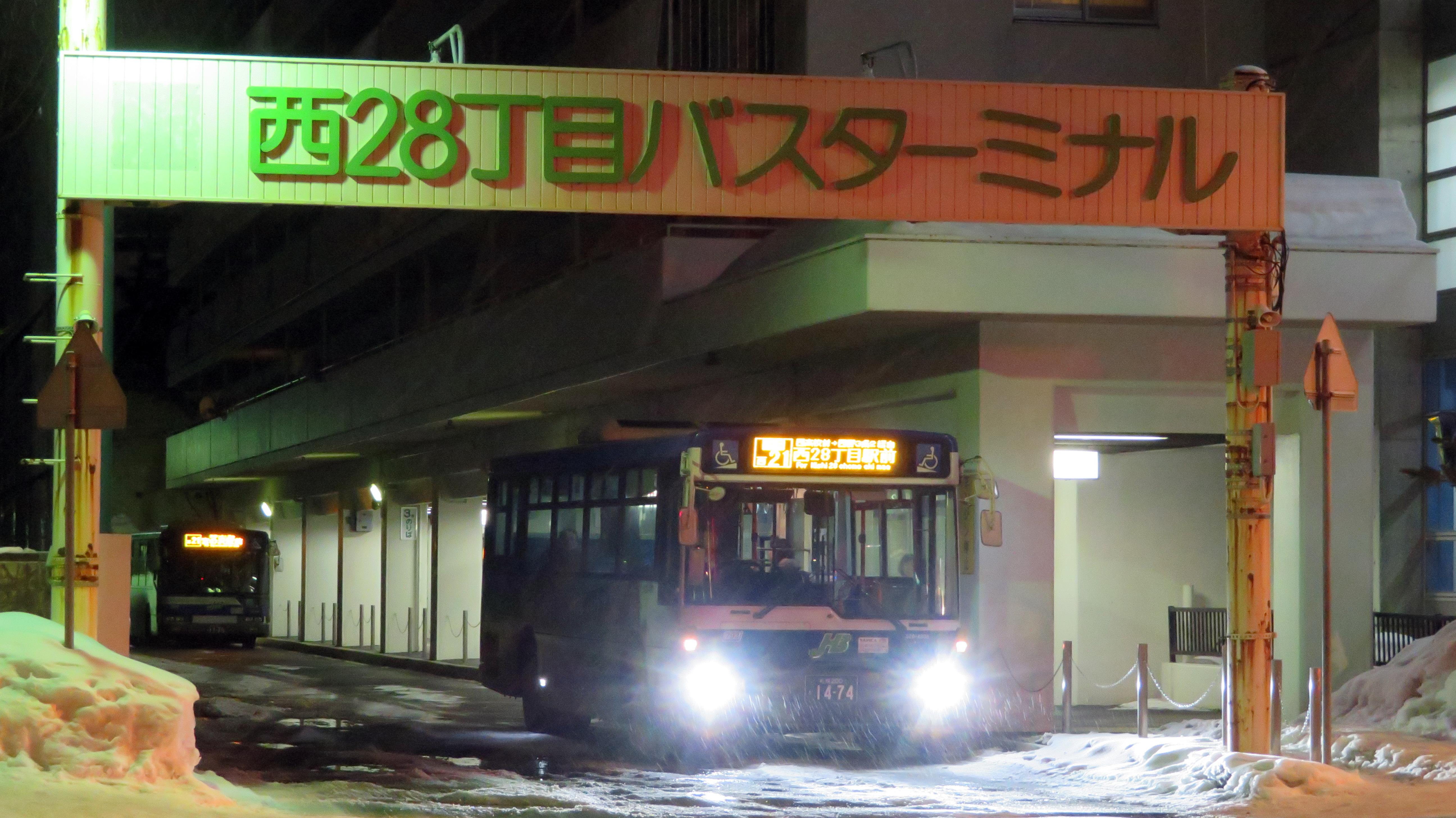
西28丁目バスターミナル

1〜5番のりばは1981年（昭和56年）5月1日に供用開始した「西28丁目バスターミナル」。4・5番のりばは降車専用。2021年（令和3年）12月の平日1日あたり、スクールバス等の非公示便を除く発着便数は、バスターミナル・路上停留所を合わせて239便（感染症流行による一時運休便を含む）。
2022年（令和4年）4月1日現在。新千歳空港連絡バスは北都交通、その他はジェイ・アール北海道バス（主に琴似営業所）。
1番のりば
- 循環西21 山の手線：西高校・北海道医療センター・西野3条2丁目方面循環線
- 西21 山の手線：宮の沢駅前（宮の沢バスターミナル）

2番のりば
- 循環西20 山の手線：北海道神宮・山の手4条11丁目・西野3条2丁目方面循環線

3番のりば
- 54 北5条線：札幌駅前

路上 1番出入口側 環状通沿い
- M 新千歳空港連絡バス：新千歳空港

このほか、北5条手稲通沿いに「北6条西26丁目」停留所があり、札樽線のJR札幌駅方面、手稲区方面などが発着する。

## その他
- 駅スタンプは西28丁目駅のイニシャルNの中に札幌彫刻美術館が描かれている[2]。
- 建設開始時の仮駅名は「北5条」であった[12]。

## 隣の駅
札幌市営地下鉄
 東西線
二十四軒駅 (T04) - 西28丁目駅 (T05) - 円山公園駅 (T06)